# Erannini
Az Erannini a rovarok (Insecta) osztályának lepkék (Lepidoptera) rendjébe és az araszolók (Geometridae) családjába tartozó nemzetség.

## Rendszerezés
A nemzetségbe az alábbi nemek és fajok tartoznak:
- Erannis
  - Erannis caspica
  - nagy téli araszoló (Erannis defoliaria)
  - Erannis kashmirensis
- Chemerina
  - Chemerina caliginearia